# Нафранович, Аркадий Иосифович
Нафранович Аркадий Иосифович (26 апреля 1936, д. Юшковичи, Виленское воеводство — 15 марта 2015, аг. Камаи, Поставский район, Витебская область) — советский педагог, писатель.

## Биография
Во время Великой Отечественной войны был вывезен в 7-летнем возрасте на принудительные работы в Германию. С сентября 1943 г. по май 1945 г. работал на фабрике в населенном пункте Шубы возле Франкфурта-на-Майне.
Окончил семилетнюю школу, Лепельское педучилище, географический факультет Белорусского государственного университета.
Работал учителем географии, истории, музыки и пения в школах Поставского района.
В 1989 году вступил в литературное объединение «Рассвет» при районной газете «Поставский край».
Член Союза писателей Беларуси.
С 1994 года плодотворно сотрудничал с композитором Николаем Петренкой. Творческим тандемом были созданы 17 песен и романсов, которые вошли в сборник «Мелодии родного края».
Книга «Сеятели добра и мудрости» (2007) посвящена нелегкому труду учителей. В книге рассказывается про 100 лучших учителей северо-западного региона Беларуси.
В 2001 году Аркадий Нафранович получил областную Литературную премию им. Владимира Короткевича за книгу «Моя одиссея».
В 2011 году печатался в латвийском альманахе «Резекне».